# Општина Рафов (Прахова)
Рафов (рум. Râfov) општина је у Румунији у округу Прахова.
Oпштина се налази на надморској висини од 96 m.